# Mochlus vinciguerrae
Mochlus vinciguerrae — вид сцинкоподібних ящірок родини сцинкових (Scincidae). Мешкає в Сомалі і Ефіопія.Вид названий на честь італійського лікаря та іхтіолога Дечіо Вінчігуерри.

## Поширення і екологія
Mochlus vinciguerrae широко поширені в Сомалі і в сусідніх районах на сході Ефіопії. Вони живуть в пустелях і в сухих чагарникових заростях в напівпустелях, на висоті до 700 м над рівнем моря.